# Challonges

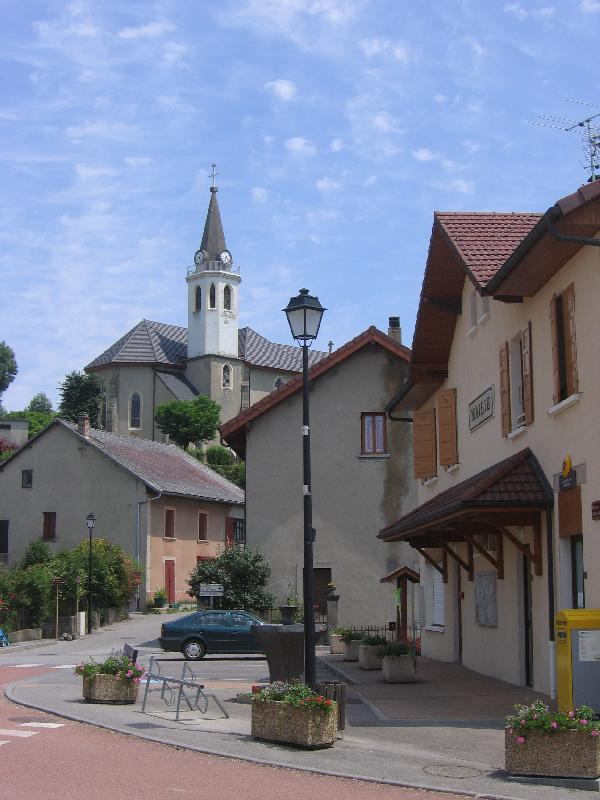
Centrum Challonges

Challonges – miejscowość i gmina we Francji, w regionie Owernia-Rodan-Alpy, w departamencie Górna Sabaudia.
Według danych na rok 1990 gminę zamieszkiwały 292 osoby, a gęstość zaludnienia wynosiła 37 osób/km² (wśród 2880 gmin regionu Rodan-Alpy Challonges plasuje się na 1337. miejscu pod względem liczby ludności, natomiast pod względem powierzchni na miejscu 1288.).